# Polskie okręty hydrograficzne
Polskie okręty hydrograficzne – w polskiej Marynarce Wojennej od jej powstania po czasy współczesne służbę pełniło siedem okrętów hydrograficznych oraz 27 kutrów i motorówek hydrograficznych różnych typów. Pierwszym polskim okrętem hydrograficznym, jak i pierwszą jednostką pływającą Marynarki Wojennej był ORP „Pomorzanin” – dawny niemiecki, statek pasażerski. Okręt wprowadzono do służby 1 maja 1920 roku, zaś wycofano go, 2 lata później – 25 lutego 1922 roku.

## Historia hydrografii Marynarki Wojennej
Z dniem 19 lutego 1920 roku utworzono pierwszą instytucję pełniącą służbę hydrograficzną – Urząd Hydrograficzny. Pierwszym kierownikiem Urzędu został kpt. mar. Józef Unrug. Podstawowymi zadaniami Urzędu był nadzór nad bezpieczeństwem żeglugi na polskich wodach morskich, dostarczanie map i pomocy nawigacyjnych, prowadzenie pomiarów na morzu i wybrzeżu, niezbędnych dla sporządzania map morskich i instrukcji nawigacyjnych, dostarczanie Marynarce Wojennej niezbędnych danych hydrologicznych i hydrograficznych do celów operacyjnych oraz szkolenie personelu.
Hydrografia była jednym z pierwszych elementów tworzącej się Marynarki Wojennej. Pierwszą jednostką Polskiej Marynarki Wojennej, był ORP „Pomorzanin”, zakupiony w grudniu 1919 roku w Hamburgu i wcielony do służby w dniu 10 lutego 1920 roku. W służbie polskiej „Pomorzanin” był okrętem hydrograficznym. Rozporządzeniem Rady Ministrów z 1 grudnia 1921 roku dokonano rozdziału zadań i kompetencji pomiędzy ministrem Spraw Wojskowych a ministrem Przemysłu i Handlu. Zgodnie z rozporządzeniem resort cywilny przejął m.in. zadania związane z oznakowaniem nawigacyjnym. Służbę Hydrograficzną Marynarki Wojennej przemianowano wkrótce na Biuro Hydrograficzne Marynarki Wojennej (BHMW), którego szefem został kpt. mar. Tadeusz Bramiński. Okres II wojny światowej przerwał działalność Biura Hydrograficznego Marynarki Wojennej.
Po zakończeniu drugiej wojny światowej, w lipcu 1945 roku, rozpoczęto proces odtwarzania służby hydrograficznej. Na mocy rozkazu z lipca 1945 roku zostało powołane Dowództwo Marynarki Wojennej i Sztab Główny Marynarki Wojennej, w którego to składzie znalazł się także Oddział Hydrograficzny. W maju 1947 roku, w związku z ogólną reorganizacją sił zbrojnych, podjęto decyzje o zmianie w istniejącej organizacji służby hydrograficznej MW. W miejsce Oddziału Hydrografii Sztabu Głównego Marynarki Wojennej utworzono Biuro Hydrograficzne Marynarki Wojennej (BHMW). Jako odrębna jednostka Marynarki Wojennej, BHMW otrzymało także numer JW 5393. W strukturze nowo powstałego BHMW znalazły się m.in.: Wydział Kartograficzny, Wydział Pomiarowy, Sekcja Wydawnicza, Sekcja Instrumentów i Referat Zaopatrzenia, zamieniony niedługo potem Wydział Zaopatrzenia. Siedziba BHMW początkowo znajdowała się w budynku przy ulicy Waszyngtona 42 w Gdyni, zaś od grudnia 1948 roku została przeniesiona na Oksywie. Na początku grudnia 1950 roku BHMW włączono ponownie do struktur organizacyjnych Sztabu Głównego Marynarki Wojennej, zyskując przy tym nową nazwę – Szefostwo Hydrografii Sztabu Głównego Marynarki Wojennej. W 1957 roku zamieniona została nazwa na Szefostwo Hydrografii Marynarki Wojennej.
Zadania okrętu hydrograficznego wykonywał, przydzielony najpierw tymczasowo, a od 1948 roku na stałe, ORP „Żuraw”, jeden z przedwojennych trałowców typu Jaskółka, które przetrwały wojnę i powróciły do Polski. Nazwa okrętu została w 1951 roku zmieniona na ORP „Kompas”. Okręt ten pełnił służbę hydrograficzną do 1971 roku. Kolejnym okrętem hydrograficznym był ORP „Bałtyk”, na którym banderę podniesiono w 1954 roku. Pod koniec lat pięćdziesiątych dokonywano kolejnych zmian organizacyjnych BHMW i całej służby hydrograficznej, dopasowując te struktury do zmieniających się zadań i wymagań. Zgodnie z zarządzeniem Szefa Sztabu Generalnego Wojska Polskiego z 4 maja 1959 roku, w Porcie Wojennym Gdynia utworzono Oddział Zabezpieczenia Hydrograficznego Marynarki Wojennej. W kolejnych latach jednostka zyskała nowy sprzęt pomiarowy i jednostki pływające. W grudniu 1967 w jej skład weszły także okręty hydrograficzne OORP „Kompas” i „Bałtyk”, w 1971 roku wcielono nowy okręt hydrograficzny – ORP „Kopernik”, który pełnił służbę do 2005 roku, zaś w 1982 roku podniesiono banderę na dwóch okrętach hydrograficznych: ORP „Heweliusz” i ORP „Arctowski”, pełniące służbę do dziś.
W 1987 roku Oddział Zabezpieczenia Hydrograficznego Marynarki Wojennej przekształcono w dywizjon Zabezpieczenia Hydrograficznego Marynarki Wojennej, w którego skład weszły wszystkie hydrograficzne jednostki pływające oraz brzegowe grupy pomiarowe i sekcje systemów radionawigacyjnych. W latach późniejszych, jako elementy Służby Hydrograficznej Marynarki Wojennej pojawiły się: Oddział Kartograficzny Dowództwa Marynarki Wojennej, a także Wydział Hydrograficzny 8. Flotylli Obrony Wybrzeża w Świnoujściu. W lipcu 1995 roku zreorganizował struktury jednostki. Utworzono Biuro Hydrograficzne Marynarki Wojennej, wydzielone ze struktur Sztabu MW, podporządkowane dowódcy Centrum Operacji Morskich. Obecnie BHMW podporządkowane jest Dowódcy Generalnemu Rodzajów Sił Zbrojnych.

## Okręty hydrograficzne

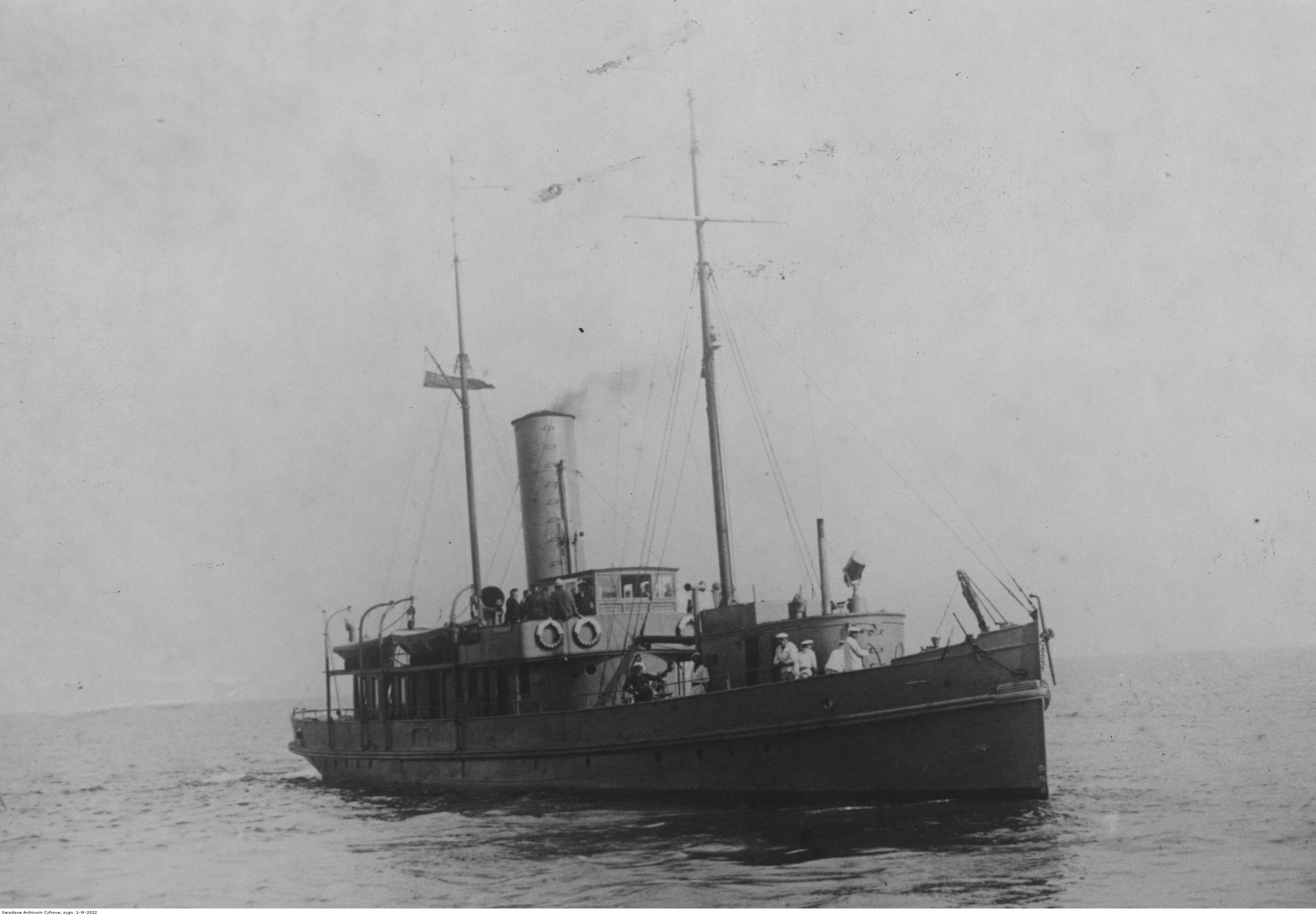
ORP „Pomorzanin” (I) – pierwszy polski okręt hydrograficzny

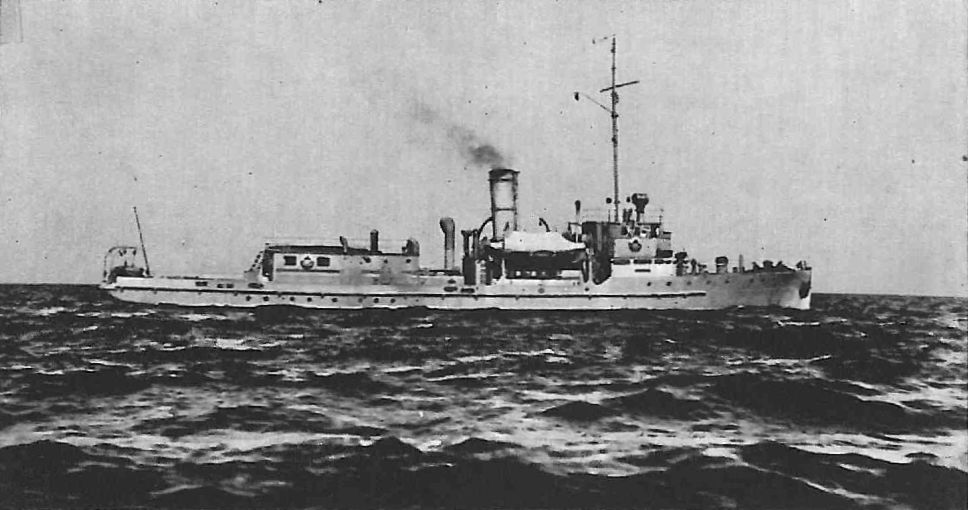
ORP „Pomorzanin” (II)

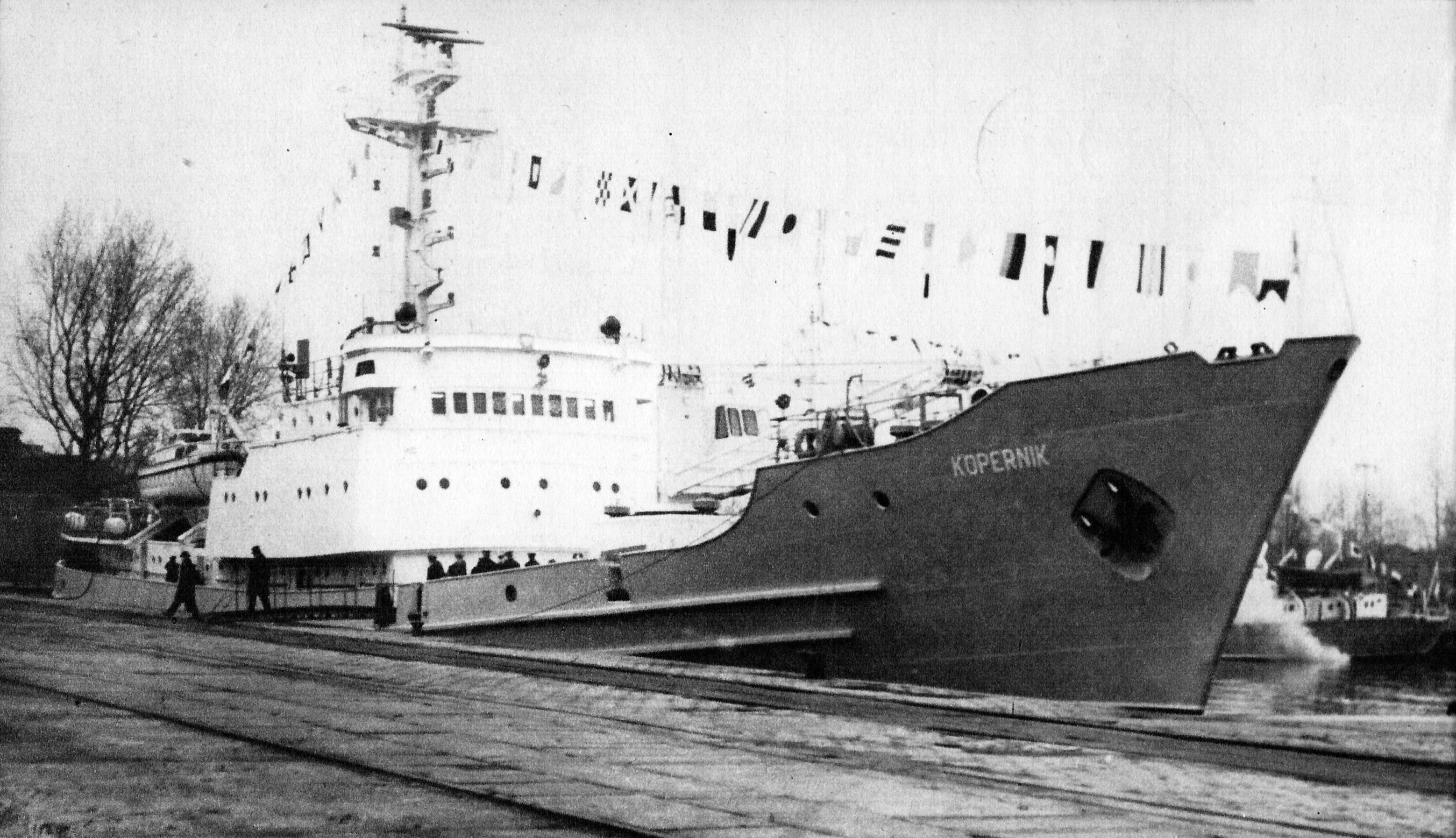
ORP „Kopernik” na początku swojej służby w PMW

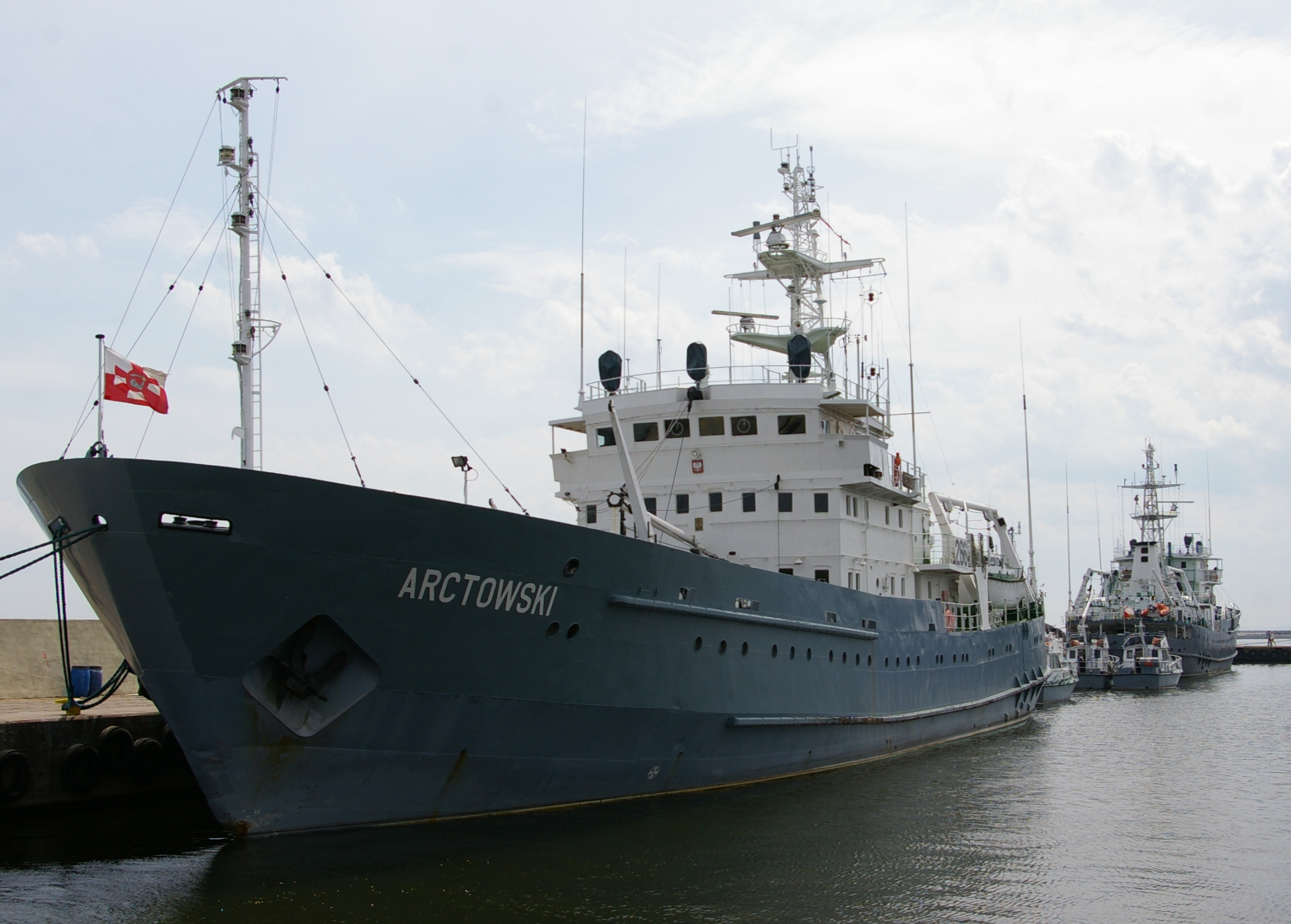
ORP „Arctowski” wraz z bliźniaczym ORP „Heweliusz”

Pierwszym polskim okrętem hydrograficznym, a zarazem pierwszą jednostką pływającą noszącą banderę Marynarki Wojennej był ORP „Pomorzanin”. Zbudowany został w 1893 roku w Niemczech jako mały, płaskodenny parowiec pasażersko–towarowy, nosił nazwę „Deutschland”. Miał pojemność 186 BRT i mógł zabierać 200 pasażerów. W kwietniu 1914 został sprzedany armatorowi do Stralsundu, na Bałtyk. W latach 1918–1919 znajdował się w Rostocku, gdzie kupiła go następnie spółka Behnke & Sieg z Hamburga, zmieniając nazwę na „Wotan”. W grudniu 1919 roku okręt został zakupiony w Hamburgu przez Polskę (formalnie nabywcą okrętu był kpt. mar. Józef Unrug, gdyż Niemcy nie chcieli sprzedawać statku bezpośrednio rządowi polskiemu). Z dniem 10 lutego jednostka otrzymała nazwę „Pomorzanin” i wcielona została do Marynarki Wojennej. 1 maja 1920, po remoncie i przebudowie na okręt hydrograficzny, po raz pierwszy podniesiona została bandera wojenna. Dowódcą okrętu został por. mar. Jerzy Rychłowski. 25 lutego 1922 okręt wycofano ze służby.
Drugim, polskim okrętem hydrograficznym była ORP „Mewa”, będąca początkowo trałowcem redowym typu FM, dawny niemiecki FM 31. Zwodowany został w stoczni Lübecker Maschinenbau-Gesselschaf w Lubece w 1919 roku. Trałowiec wcielono do służby w MW 1 marca 1921 roku. W maju 1929 roku „Mewa” została wycofana do rezerwy, po czym skierowana do remontu w Gdyni. W toku remontu, 28 lutego 1931 roku podczas sztormu, stojąc w Basenie Południowym portu gdyńskiego, okręt został staranowany przez dźwig pływający, który zerwał się z cum. Na skutek uszkodzeń, okręt zatonął. 23 marca 1931 został wydobyty i wycofany ze służby jako trałowiec, po czym wyremontowany i przebudowany na okręt hydrograficzny. Do służby wszedł ponownie 10 czerwca 1932 roku z zaokrętowanym Oddziałam Pomiarowo-Hydrograficznym. Zarządzeniem opublikowanym 17 września 1934 roku zmieniono nazwę na ORP „Pomorzanin”. Okręt został zbombardowany i zatopiony 14 września 1939 przez niemieckie lotnictwo w Jastarni.
Po wojnie do roli okrętu hydrograficznego oddelegowano trałowiec ORP „Żuraw”, zbudowany w Warsztatach Portowych Marynarki Wojennej w Gdyni, jako okręt drugiej serii trałowców typu Jaskółka. Zwodowano go 22 sierpnia 1938 roku. W czasie wojny okręt przejęty został przez Kriegsmarine i wcielony do tamtejszej floty pod nazwą „Oxhöft”. Służył tam początkowo jako trałowiec, później jako okręt pomiarowy (Vermessungsboot). Po wojnie okręt powrócił po polską banderę. 12 marca 1946 „Żuraw” powrócił do Gdyni, gdzie został wcielony do Flotylli Trałowców, tworząc 1 Dywizjon. 29 listopada 1946 został skierowany do Świnoujścia. Od grudnia 1946 wielokrotnie był delegowany do pomiarów hydrograficznych. 14 maja 1947 „Żuraw” został na stałe przekazany do OHMW. Pod koniec 1947 okręt przebudowano do roli jednostki hydrograficznej, po czym 15 sierpnia 1948 oficjalnie przeklasyfikowany na okręt hydrograficzny, otrzymując numer burtowy: „HG-11”. Był pierwszym okrętem hydrograficznym polskiej marynarki po II wojnie światowej. 1 sierpnia 1951 część załogi sterroryzowała dowództwo i uprowadziła okręt do Ystad w Szwecji, gdzie po tym wydarzeniu władze uznały nazwę „Żuraw” za zhańbioną i okręt przemianowano na OH „Kompas”. Z końcem roku 1971 został wycofany ze służby, po czym przekształcony na barkę koszarową BK-4. W 1977 został przeznaczony na złomowanie. 16 lipca 1981 podczas holowania na Hel dawny „Kompas” zaczął tonąć. Osiadł na dnie, częściowo wystający nad wodę wrak, podniesiono w kwietniu 2005 i zezłomowano.
W latach pięćdziesiątych XX wieku wprowadzono do służby kolejny okręt hydrograficzny, noszący nazwę ORP „Bałtyk”. Jednostka ta została zaprojektowana w Polsce i zbudowana w Stoczni Gdańskiej, na bazie trawlera rybackiego projektu B-10 (budowanego pod numerem B-10/56). Do służby wszedł 7 listopada 1954, uzupełniając mniejszego OH „Kompas”. W 1969 roku, w związku z zamiarem zastąpienia go w służbie przez nowy okręt hydrograficzny, „Bałtyk” został przebudowany na okręt rozpoznawczy. Finalnie wycofany ze służby został 6 grudnia 1982.
20 lutego 1971 roku do służby wprowadzono nową jednostkę – ORP „Kopernik”. Był to zbudowany w Polsce, w Stoczni Północnej okręt hydrograficzny projektu 861 (w kodzie NATO: Moma). 14 stycznia 1972 r. ORP „Kopernik” wyszedł w pierwszy swój dziesięciodniowy, rejs badawczy. Od września 1974 roku w Stoczni Remontowej Nauta rozpoczęto przebudowę „Kopernika” do wykonywania nowych zadań związanych z badaniami geofizycznymi. W latach1975–1986 okręt systematycznie prowadził poszukiwania złóż ropy i gazu w polskiej wyłącznej strefie ekonomicznej oraz szelfie niemieckim przy wschodnich wybrzeżach. Prowadził również prace sondażowe, pomiary głębokości i określał rodzaje dna, poszukiwał wraków oraz przeszkód zalegających na dnie w naszych morskich wodach. Okręt ten pod koniec 1979 roku rozpoczął wyprawę badawczą na Antarktydę. Pod koniec służby planowano przebudować jednostkę na okręt-bazę dla polskich okrętów podwodnych typu 207, jednak zrezygnowano z tego zamiaru z powodu dużego zużycia i wysokich kosztów przedsięwzięcia. 20 maja 2005 roku okręt wycofano ze służby, gdzie przeholowano go na Westerplatte w basenie Morskiego Oddziału Straży Granicznej. Obecnie okręt służby jako ośrodek szkoleniowy dla jednostek specjalnych.
Bezpośrednimi następcami „Kopernika” zostały dwa okręty projektu 874 (w kodzie NATO: typ Modified Finnik) – ORP „Heweliusz” oraz ORP „Arctowski”. Okręty te został zaprojektowany w Polsce i zbudowany w Stoczni Północnej w Gdańsku jako bliźniacze z serii. Pierwszą jednostkę zwodowany 11 września 1981 roku, zaś drugą 20 listopada tego samego roku. Obie jednostki wprowadzono do służby 27 listopada 1982 roku. Od tej pory wypełniają zarówno zadania hydrograficzne dla Marynarki Wojennej, jak i zadania naukowe dla instytucji państwowych. Obecnie są to jedyne pełnomorskie okręty hydrograficzne służące w Polskiej Marynarce Wojennej. Okręty hydrograficzne tego typu przeznaczone są do prowadzenia prac sondażowych oraz prac hydrograficznych, meteorologicznych i oceanograficznych. Jednostki wyposażone są m.in. w system zbierania i analizy danych hydrograficznych, echosondę jedno- i wielowiązkową, sonar holowany oraz magnetometr.
| Dane techniczne okrętów wg projektu lub nazwy    | Dane techniczne okrętów wg projektu lub nazwy | Dane techniczne okrętów wg projektu lub nazwy | Dane techniczne okrętów wg projektu lub nazwy | Dane techniczne okrętów wg projektu lub nazwy | Dane techniczne okrętów wg projektu lub nazwy | Dane techniczne okrętów wg projektu lub nazwy | Dane techniczne okrętów wg projektu lub nazwy | Dane techniczne okrętów wg projektu lub nazwy                                                | Dane techniczne okrętów wg projektu lub nazwy |
| Projekt/nazwa                                    | Służba w latach                               | Długość (metry)                               | Szerokość (metry)                             | Zanurzenie (metry)                            | Wyporność (tony)                              | Prędkość (węzły)                              | Załoga                                        | Napęd                                                                                        | Uwagi |
| ------------------------------------------------ | --------------------------------------------- | --------------------------------------------- | --------------------------------------------- | --------------------------------------------- | --------------------------------------------- | --------------------------------------------- | --------------------------------------------- | -------------------------------------------------------------------------------------------- | --- |
| ORP „Pomorzanin” (I)                             | 1920–1922                                     | 36                                            | 3,6                                           | 2,5                                           | 220                                           | 9                                             | bd.                                           | maszyna parowa o mocy 250 KM                                                                 | |
| ORP „Pomorzanin” (II)                            | 1934 –1939                                    | 43                                            | 6,0                                           | 1,6                                           | 203                                           | 12                                            | bd.                                           | 2 maszyny parowe potrójnego rozprężania o mocy łącznej 500 KM                                | W służbie od 1921 roku jako ORP „Mewa”, przebudowany na okręt hydrograficzny i wcielony do służby jako ORP „Pomorzanin” w 1934 roku.                                      |
| OH „Kompas” (dane po przebudowie)                | 1951–1971                                     | 45,7                                          | 5,5                                           | 2,2                                           | 300                                           | 14,3                                          | 38                                            | 2 silniki wysokoprężne 8 cylindrowe o mocy łącznej 1050 KM                                   | W służbie od 1939 roku jako ORP „Żuraw”, jako okręt hydrograficzny służył od 1948 roku. Przez okres wojny okręt służył w Kriegsmarine, od 1951 roku nosił nazwę „Kompas”. |
| ORP „Bałtyk”                                     | 1954–1969                                     | 69,3                                          | 9,0                                           | 4,6                                           | 1186                                          | 12                                            | 60                                            | maszyna parowa o mocy 1250 KM                                                                | Od 1969 roku, po wycofaniu okrętu z pełnienia Służby Hydrograficznej do opuszczenia bandery w 1982 roku pełnił funkcję okrętu rozpoznawczego.                             |
| ORP „Kopernik”                                   | 1971–2005                                     | 73,3                                          | 10,8                                          | 3,6                                           | 1540                                          | 17                                            | 60                                            | 2 silniki wysokoprężne 6TD48o mocy 1800 KM każdy                                             | |
| typ Heweliusz (ORP „Heweliusz”, ORP „Arctowski”) | 1982–obecnie                                  | 61,6                                          | 10,8                                          | 3,3                                           | 1145                                          | 14                                            | 49                                            | 2 silniki wysokoprężne Cegielski-Sulzer 6AL25/30 o mocy 707 kW, napędzające 2 śruby nastawne | |

## Kutry i motorówki hydrograficzne
Prócz dużych pełnomorskich okrętów hydrograficznych, przeznaczonych do prowadzenia prac na otwartych i głębokich akwenów, Marynarka Wojenna posiada jednostki o mniejszym zanurzeniu klasyfikowanych jako kutry i motorówki. Przeznaczone są one do prowadzenia pomiarów w zatokach i basenach portowych. Pierwszą taką jednostką była motorówka „Sonda”, później oznaczona jako M-23 (oznaczenie zmieniono w roku 1957). M-23 wycofana została ze służby w 1958 roku. Jednostka podlegała wówczas Szefostwu Hydrografii Sztabu Marynarki Wojennej.

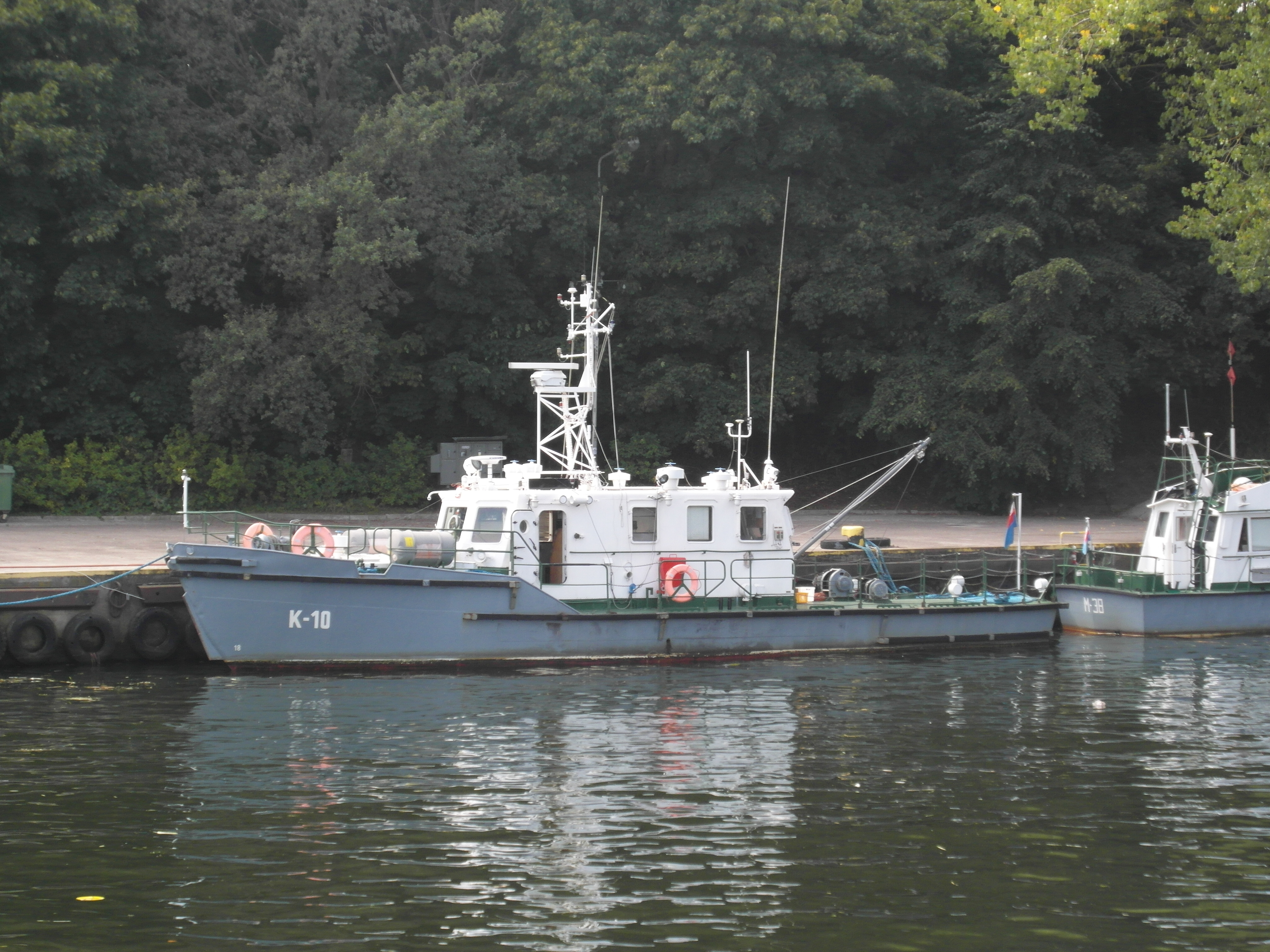
Kuter hydrograficzny K-10, reprezentujący projekt 4234 (2013)

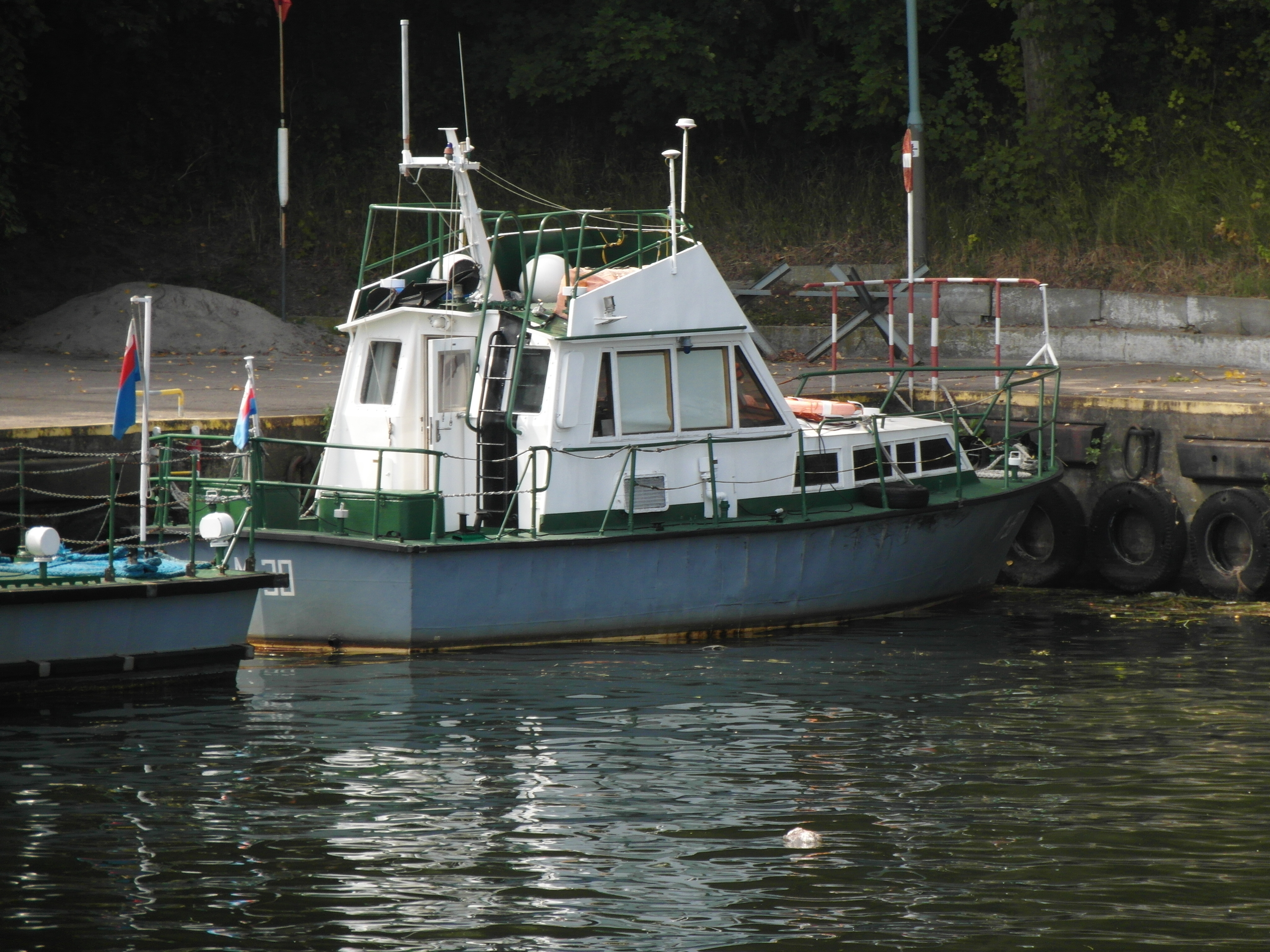
Motorówka hydrograficzna M-38, będąca jedną z jednostek projektu MH111 (2013)

25 lutego 1959 roku w siły polskiej floty weszły dwie małe łodzie sondażowe, zbudowane w Szczecińskiej Stoczni Jachtowej. Wprowadzone jednostki otrzymały nazwy Ł-1 oraz Ł-2. 30 lipca 1959 roku sformowano Oddział Zabezpieczenia Hydrograficznego Marynarki Wojennej w Gdyni (OZH MW), który zrzeszał większość jednostek hydrograficznych znajdujących się w Marynarce Wojennej. 23 lutego 1962 roku wprowadzono do linii dwa nowe kutry hydrograficzne K-15 i K-16. Kutry zbudowano w Stoczni Marynarki Wojennej, na bazie jednostek budowanych m.in. dla urzędów morskich. Wcielone kutry tak jak ich cywilne wersje posiadały oznaczenie typu jako Hydrograf bądź też ELA (nazwy stosowano zamiennie). W późniejszym czasie wprowadzono trzecią jednostkę typu Hydrograf – K-16. Kutry te wyposażone były początkowo w radar nawigacyjny TRN-312, który z czasem zastąpiony został przez stację SRN oraz echosondy hydrograficzne. 15 lutego 1970 roku wprowadzono kolejny kuter projektu ELA, ochrzczony nazwą K-17. Kuter K-17 w odróżnieniu od pozostałych jednostek bliźniaczych, które posiadały jeden typ sond, posiadał dwa typu: MS-36A i MS-26F. K-15 wyposażony był w sondę MS-36A, zaś K-17 w Atlas-DESO 10. 18 maja 1964 roku wprowadzono do eksploatacji dwa kutry projektu 728, zbudowane w Stoczni Ustka. Jednostki otrzymały nazwy Ł-3 i Ł-4. Dotychczas wymienione jednostki stacjonowały na co dzień w Gdyni. Pokonanie trasy z Trójmiasta do Świnoujścia, gdzie stacjonowała 8 Flotylla Obrony Wybrzeża (8 FOW) dla małych jednostek o niskiej dzielności morskiej było problematyczne, dlatego podjęto decyzję o utworzeniu w tamtejszej flotylli Wydziału Hydrograficznego. Do 8 FOW z Gdyni przeniesiono łódź Ł-2, która zasiliła 42. Dywizjon Pomocniczych Jednostek Pływających.
OZH MW w Gdyni, z końcem czerwca 1970 roku przyjął do służby motorówkę hydrograficzną M-15, należącą do jednostek projektu SMK-75. Jednak z powodu znikomej przydatności w prowadzeniu prac pomiarowych została przekazana do Ośrodka Szkolenia Nurków i Płetwonurków WP. Świnoujska łódź Ł-2 została wycofana z eksploatacji z początkiem roku 1970. Aż do lutego 1972 roku, gdy wcielono motorówkę M-13, reprezentującą projekt Delfin, 8 FOW nie posiadała żadnej jednostki hydrograficznej. Dwie bliźniacze jednostki dla motorówki M-13 – M-25 oraz M-26 do dziś używane są do obsługi Gdyńskiego Poligonu Kontrolno-Pomiarowego Marynarki Wojennej.
Łódź sondażową Ł-1 wycofano ze służby 30 września 1973 roku. W połowie lat 70 XX wieku we Wrocławskiej Stoczni Rzecznej zbudowano dwa kutry hydrograficzne proj. B447. Pierwszy z nich – K-1, wcielono do służby w 42. Dywizjonie PJP w Świnoujściu 11 kwietnia 1976 roku, zaś drugi – K-2 służył w Gdyńskim OZH od 31 lipca 1976. Kutry projektu B447 wyposażone były w radar nawigacyjny, odbiornik radionawigacyjny oraz echosondę hydrograficzną i pionową.
Pod koniec 1983 roku wycofano ze służby łodzie Ł-3 i Ł-4, gdzie w ich miejsce 18 stycznia 1984 roku wprowadzono motorówki hydrograficzne projektu MH111, zaprojektowane zostały przez biuro projektowe Stoczni Marynarki Wojennej. Seria liczyła 5 jednostek. Trzy pierwsze łodzie noszące nazwy M-37, M-38 i M-39 weszły w skład OZH 18 stycznia 1984 roku, czwarta motorówka M-35 wcielona została do 42. Dywizjonu PJP 12 lipca 1984. Piąta M-40 weszła w skład Gdyńskiego OZH 24 października 1984. Motorówki projektu MH111 wyposażone były początkowo w echosondy, jednak w latach 90 XX wieku jednostki poddano modernizacji, w wyniku której zyskały m.in. echosondy pionowe, komputery, system GDPS oraz sondę oceanograficzną. Łącznie w tym okresie w Marynarce Wojennej służyło aż 11 kutrów i motorówek różnych typów, najwięcej w historii hydrografii Marynarki Wojennej.
W 1989 roku wycofano z eksploatacji kutry K-15 oraz K-16 i motorówkę M-13. Aby utrzymać możliwości prowadzenia pomiarów przez ośrodki hydrograficzne Marynarki Wojennej zdecydowano się zbudować w oparciu o kutry projektu B447, dwie nowe jednostki. Zbudowane w Gdańskiej Stoczni Wisła jednostki oznaczono projektem 4234. Wprowadzono je do Dywizjonu Zabezpieczenia Hydrograficznego Marynarki Wojennej, który od 15 października 1987 roku zastąpił Oddział Zabezpieczenia Hydrograficznego Marynarki Wojennej. Kutry projektu 4234 wprowadzono kolejno 6 lutego i 25 września 1989 roku. Otrzymały one nazwy K-4 oraz K-10. Kutry tego projektu mimo podobieństw w wyglądzie do swoich pierwowzorów dysponowały nowocześniejszym wyposażeniem hydrograficznym, nawigacyjnym i elektronicznym.
W latach 90 XX wieku rozpoczęto proces wycofywania starych kutrów i motorówek. W 1995 roku wycofano kuter K-17, w marcu 2003 roku wycofano kuter K-1, zaś w lutym 2005 banderę opuszczono na bliźniaczym K-2. 10 października 2007 roku opuszczono banderę na pierwszej jednostce projektu MH111, którą była motorówka M-35. W roku 2014 wstrzymano dalszą eksploatację pozostałych motorówek projektu MH111, po czym wycofano je ze służby 1 grudnia 2015 roku.
W 2014 roku wprowadzono do służby nowe motorówki hydrograficzne, w miejsce jednostek projektu MH111. Nowe jednostki to katamarany projektu Wildcat 40, będącymi dwukadłubowymi jednostkami pływającymi o wyporności 18,5 t, opracowane przez stocznię Safeheaven Marine Ltd. z Irlandii. Jednostki mają długość wynoszącą 12,9 m, szerokość4,8 m i zanurzenie 1,2 m. Dzięki zastosowaniu konstrukcji wielokadłubowej motorówki te są bardziej stabilne oraz mają więcej miejsca na pokładzie co przekłada się na lepsze warunki do pracy dla załogi. Są to jednostki zdolne to na realizowanie zadań hydrograficznych do stanu morza 6. Łącznie zakupiono 4 jednostki tego typu, które weszły do służby pod nazwami MH-1, MH-2, MH-3 oraz MH-4. Pierwsza – MH-1 zasiliła 8 FOW, zaś trzy pozostałe trafiły do Dywizjonu Zabezpieczenia Hydrograficznego w Gdyni.
Zgodnie ze stanem na 2021 rok, w siłach Dywizjonu Zabezpieczenia Hydrograficznego w Gdyni służą dwa kutry projektu 4234 – K-4 i K-10 oraz trzy motorówki Wildcat 40 – MH-2, MH-3 i MH-4. W siłach 8 FOW, w 12. Dywizjonie Trałowców służy motorówka MH-1, reprezentująca typ Wildcat 40.
| Dane techniczne kutrów i motorówek wg projektu | Dane techniczne kutrów i motorówek wg projektu | Dane techniczne kutrów i motorówek wg projektu | Dane techniczne kutrów i motorówek wg projektu | Dane techniczne kutrów i motorówek wg projektu | Dane techniczne kutrów i motorówek wg projektu | Dane techniczne kutrów i motorówek wg projektu | Dane techniczne kutrów i motorówek wg projektu | Dane techniczne kutrów i motorówek wg projektu | Dane techniczne kutrów i motorówek wg projektu                                                    |
| Projekt                                        | Służba w latach                                | Długość (metry)                                | Szerokość (metry)                              | Zanurzenie (metry)                             | Wyporność (tony)                               | Prędkość (węzły)                               | Załoga                                         | Napęd                                          | Uwagi                                                                                             |
| ---------------------------------------------- | ---------------------------------------------- | ---------------------------------------------- | ---------------------------------------------- | ---------------------------------------------- | ---------------------------------------------- | ---------------------------------------------- | ---------------------------------------------- | ---------------------------------------------- | ------------------------------------------------------------------------------------------------- |
| Hydrograf/ELA                                  | 1962–1995                                      | 17,75                                          | 4,2                                            | 1,5                                            | 41                                             | 9,6                                            | 8                                              | 1 × 110 kW                                     |                                                                                                   |
| SMK-75                                         | 1970–bd.                                       | 6,35                                           | 1,9                                            | 0,88                                           | bd.                                            | bd.                                            | bd.                                            | 1 × 46 kW                                      | Przekazane do Centrum Szkolenia Nurków i Płetwonurków i do obsługi Poligonu Kontrolno-Pomiarowego |
| B447                                           | 1976–2005                                      | 18,88                                          | 4,42                                           | 1,5                                            | 45                                             | 9,1                                            | 8                                              | 1 × 110 kW                                     |                                                                                                   |
| MH111                                          | 1984–2015                                      | 10,9                                           | 3,42                                           | 0,66                                           | 9,7                                            | 8,6                                            | 5–8                                            | 1 × 70 kW                                      |                                                                                                   |
| 4234                                           | 1989–obecnie                                   | 18,88                                          | 4,42                                           | 1,5                                            | 45                                             | 9,1                                            | 10                                             | 1 × 121 kW                                     |                                                                                                   |
| Wildcat 40                                     | 2014–obecnie                                   | 12,9                                           | 4,8                                            | 1,2                                            | 15                                             | 12                                             | 4                                              | 2 × 190 kW                                     |                                                                                                   |